# Neuseeländische Badmintonmeisterschaft 2012
Die Neuseeländische Badmintonmeisterschaft 2012 fand vom 16. bis zum 18. März 2012 in Auckland statt.

## Medaillengewinner
| Disziplin    | Gold                      | Silber                     | Bronze                             |
| ------------ | ------------------------- | -------------------------- | ---------------------------------- |
| Herreneinzel | Tjitte Weistra            | Luke Charlesworth          | Asher Richardson                   |
| Herreneinzel | Tjitte Weistra            | Luke Charlesworth          | Samuel Ho                          |
| Dameneinzel  | Lilian Shih               | Anna Rankin                | Anona Pak                          |
| Dameneinzel  | Lilian Shih               | Anna Rankin                | Amanda Brown                       |
| Herrendoppel | Henry Tam Joe Wu          | Ashraf Dhoray Brent Miller | Brock Matheson Asher Richardson    |
| Herrendoppel | Henry Tam Joe Wu          | Ashraf Dhoray Brent Miller | Samuel Ho Riga Oud                 |
| Damendoppel  | Stephanie Cheng Kylie Luo | Lilian Shih Carmen Yuen    | Amanda Brown Kritteka Gregory      |
| Damendoppel  | Stephanie Cheng Kylie Luo | Lilian Shih Carmen Yuen    | Doriana Rivera Madeleine Stapleton |
| Mixed        | Henry Tam Kylie Luo       | Maika Phillips Anona Pak   | Kelvin Ngim Jenny Hawkyard         |
| Mixed        | Henry Tam Kylie Luo       | Maika Phillips Anona Pak   | Samuel Ho Carmen Yuen              |